# Pseudohermonassa flavotincta
Pseudohermonassa flavotincta là một loài bướm đêm trong họ Noctuidae.